# 陳寶貝
陳寶貝（Chen Pao-pei，1934年—1975年12月23日），台灣前乒乓球運動員。她曾經在1950年至1956年間，完成全國乒乓球錦標賽女子單打六連霸、與妹妹陳守殿女子雙打三連霸的紀錄，並獲得1953年亞洲乒乓球錦標賽女子單打冠軍。